# Mapiripán
Mapiripán è un comune della Colombia facente parte del dipartimento di Meta.
Il centro abitato venne fondato da Tom e Ricki Kirbi nel 1968, mentre l'istituzione del comune è del 1989.